# Арас Озбіліз
Арас Озбіліз (вірм. Արաս Օզբիլիս тур. Aras Özbiliz, нар. 9 березня 1990, Бакиркьой, Стамбул) — вірменський та нідерландський футболіст, фланговий півзахисник єреванського «Урарту».

## Клубна кар'єра

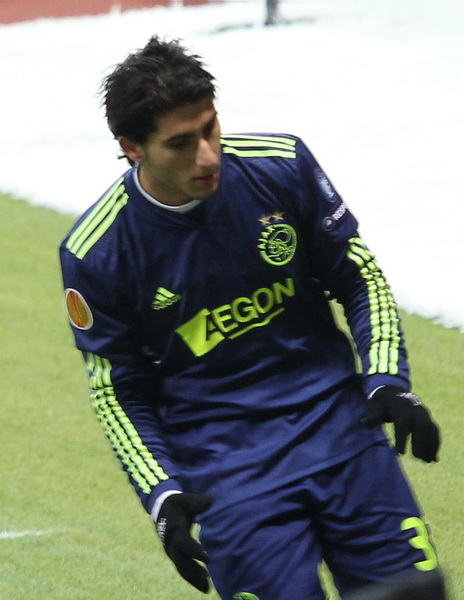
Арас Озбіліз у складі «Аякса». 17 березня 2011 року.

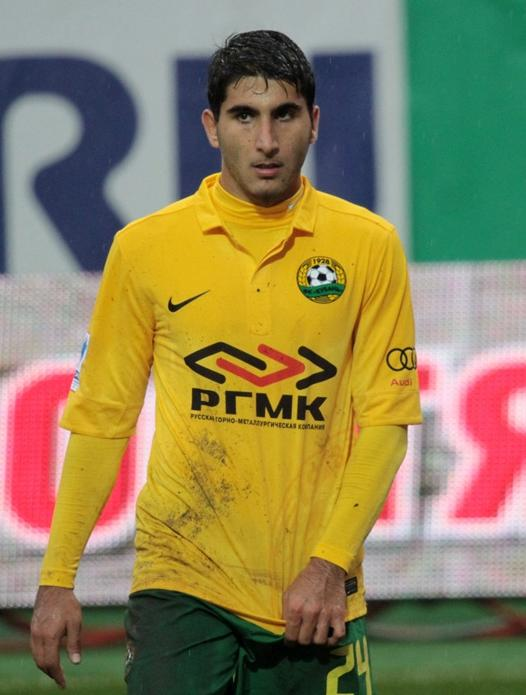
Арас Озбіліз у складі «Кубані». 6 жовтня 2012 року.

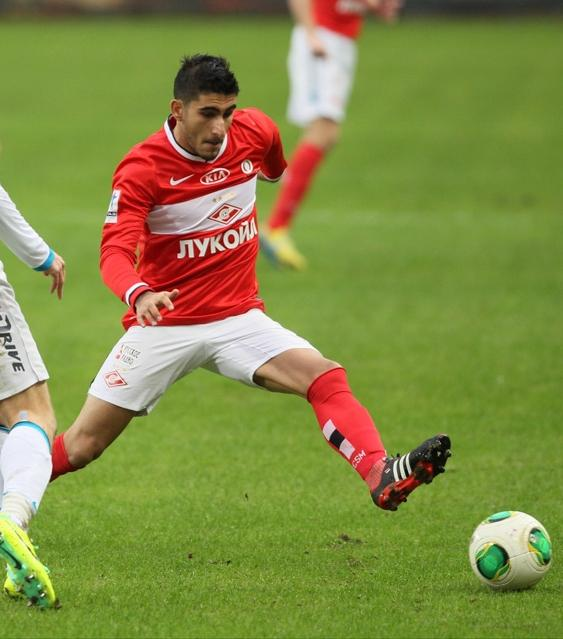
Арас Озбіліз у складі «Спартака». 10 листопада 2013 року.

### Ранні роки
Народився 9 березня 1990 року в місті Стамбул в районі Бакиркьой у родині етнічних вірменів. Родове прізвище футболіста — Збілізян, Озбіліз — це турецька адаптація прізвища. На початку 1990-х років родина емігрувала з Туреччини в Нідерланди. Вихованець юнацьких команд футбольних клубів «ГВВ Голландія» та «Аякс».

### «Аякс»
У лютому 2009 року «Аякс» уклав з Озбілізом контракт на два з половиною роки. У тому ж році, 9 червня, атакуючий півзахисник був визнаний найталановитішим молодим гравцем у команді. Завдяки чудовому виступу за молодіжний склад Озбіліз був включений в основний склад на майбутній сезон 2010/11.
У листопаді 2010 року Арас двічі потрапляв у заявку на матч, спочатку на гру чемпіонату проти ПСВ, а потім і на матч Ліги чемпіонів проти «Реала», однак на поле він так і не вийшов. Дебют гравця відбувся 28 листопада у гостьовій грі проти «ВВВ-Венло», в якій 20-річний футболіст з'явився відразу після перерви, замінивши фінського півзахисника Тему Тайніо. Озбіліз серйозно підсилив гру на лівому фланзі півзахисту, додавши в першу чергу в швидкості. «Аякс» здобув перемогу з рахунком 0:2, а сам Арас отримав високу оцінку з боку Мартіна Йола. Вже в наступному матчі чемпіонату, що відбувся 4 грудня, Озбіліз вийшов у стартовому складі.
За кілька днів до матчу Ліги чемпіонів з італійським «Міланом» Арас захворів на грипі тому він не зміг дебютувати в головному єврокубковому турнірі. До цього часу виконуючим обов'язки головного тренера був призначений Франк де Бур, так як Мартін Йол пішов у відставку ще до матчу з «Міланом». Повернення Озбіліза на полі відбулося вже в наступній грі «Аякса», яка відбулася 12 грудня проти «Вітесса», а Арас вийшов на поле замість дебютанта команди Лоренцо Ебесіліо. 22 грудня Франк де Бур оголосив список гравців, заявлених на майбутній матч Кубку Нідерландів з АЗ. Серед 18 гравців була і прізвище Араса, проте в стартовий склад на гру він не потрапив, і з'явився лише в кінці матчу на 89-й хвилині замість автора переможного гола Міралема Сулеймані.
У січні 2011 року Арас разом з командою вирушив на збір до Туреччини, де вони провели два товариських матчі — проти німецького «Гамбурга» і турецького «Галатасарая». В обох матчах Озбіліз виходив на заміну у другому таймі.
14 квітня Арас продовжив свій контракт, що закінчувався влітку, ще на три сезони, до 30 червня 2014 року.

### «Кубань»
До складу клубу «Кубань» приєднався влітку 2012 року. Контракт був підписаний на 4 роки. Дебютував за «Кубань» 20 серпня 2012 року в матчі проти владикавказької «Аланії». Арас вийшов на поле на 81-й хвилині замість Давида Цораєва. 2 вересня 2012 року Озбіліз забив свій перший м'яч на 93 хвилині зустрічі і тим самим допоміг «Кубані» здолати на виїзді московське «Динамо».

### «Спартак»
Після вдалого сезону в «Кубані», 26 липня 2013 року футболіст підписав п'ятирічний контракт зі столичним «Спартаком». 29 серпня Озбіліз забив свій перший гол за «Спартак» у матчі-відповіді раунду плей-офф Ліги Європи УЄФА, в ворота швейцарського «Санкт-Галлена». 22 вересня Арас забив перший гол у чемпіонаті за «Спартак», в ворота столичного ЦСКА.
У травні 2014 року в матчі збірної Озбіліз отримав важку травму — розрив передньої хрестоподібної зв'язки лівого коліна. Після цього гравець надовго опинився поза футболом і за наступні півтора року провів лише кілька матчів у складі «червоно-білих».

### «Бешикташ»
У січні 2016 року на правах вільного агента підписав контракт на 4,5 року з турецьким «Бешикташем», але майже відразу був відданий в оренду в іспанський клуб «Райо Вальєкано». Протягом першої половини 2016 року перебував в Іапснії, проте за цей час провів за «Райо» лише три гри в Ла-Лізі.
Влітку того ж року повернувся з оренди до Туреччини і 20 серпня дебютував в офіційних іграх за «Бешикташ», вийшовши на заміну наприкінці гри чемпіонату проти «Анталіяспора», коли його команда вже вела у рахунку 4:0.

## Виступи за збірні

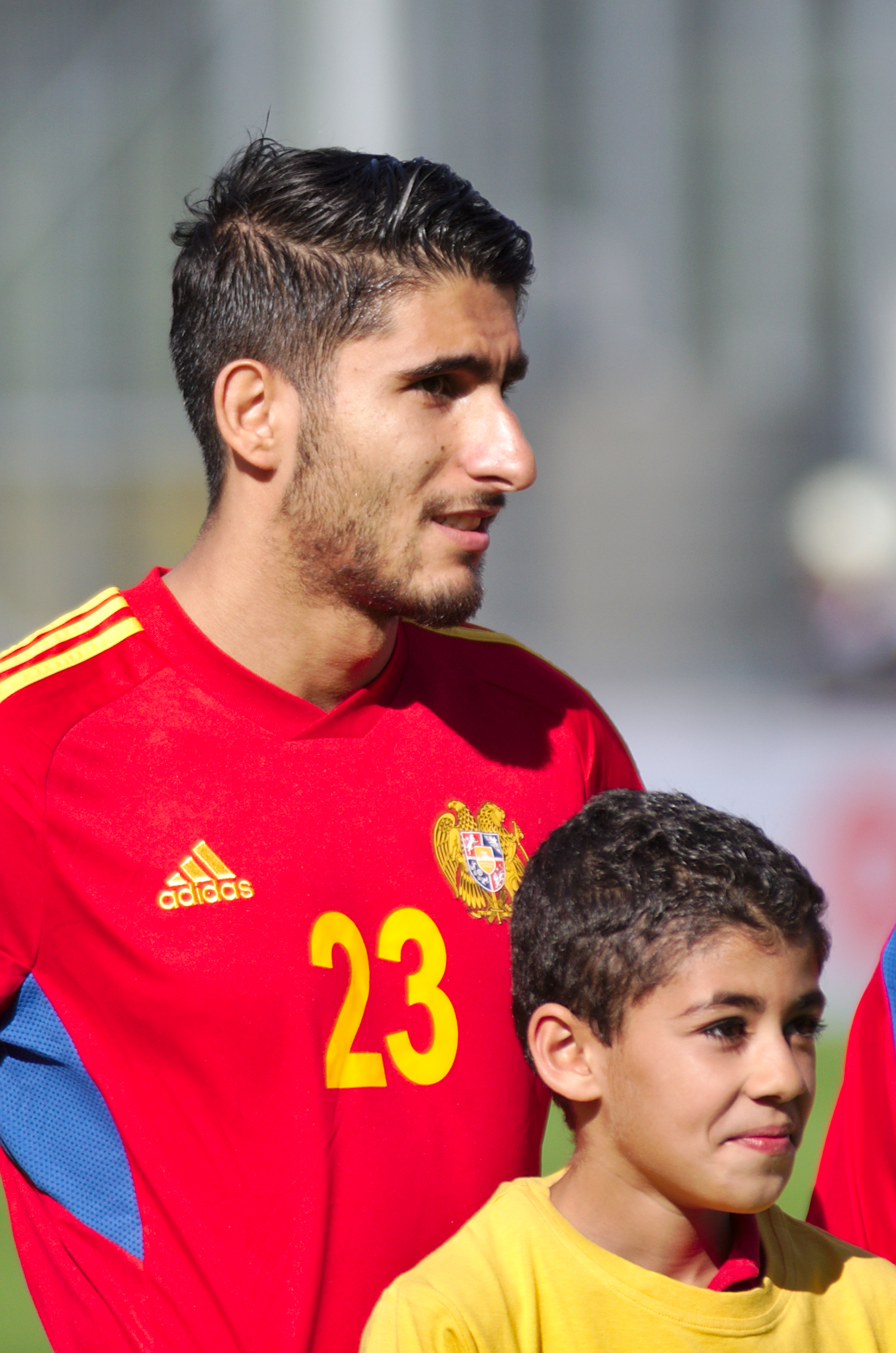
Арас Озбіліз у складі збірної Вірменії. 31 травня 2014 року.

У середині травня 2010 року Арас Озбіліз отримав запрошення від Федерації футболу Вірменії взяти участь у зборі молодіжної збірної Вірменії. Тренер молодіжної команди Вірменії данець Флеммінг Серріцлев зазначив, що Арас справив на нього гарне враження, проте в даний час він не може виступати за збірну, так як у нього є проблеми з документами.
У початку лютого 2011 року головний тренер збірної Вірменії Вардан Мінасян заявив, що Озбіліз вибирає між збірними Нідерландів та Вірменії. Щоб умовити футболіста виступати за Вірменію, в Нідерланди на переговори з Арасом відправився віце-президент Федерації футболу Вірменії Ашот Манукян.
Наприкінці березня футболіст виявив бажання виступати за збірну Нідерландів, як заявив сам Озбіліз, у нього є шанс прогресувати, тому він вибрав «помаранчевих». Тоді ж Арас залучався до складу молодіжної збірної Нідерландів, в офіційних матчах за яку, втім, так й не дебютував. 
На початку червня Арас вирішив виступати за збірну Вірменії. 4 жовтня 2011 року Арас Озбіліс указом президента Вірменії Сержа Саргсяна отримав громадянство Вірменії і став гравцем національної збірної. Озбіліз від президента Федерації футболу Вірменії Рубена Айрапетяна отримав футболку збірної Вірменії під номером 23.
29 лютого 2012 року Озбіліз дебютував за збірну Вірменії під час товариського матчу з Канадою (3:1) і відзначився голом у ворота супротивника. Наразі провів у формі головної команди країни 41 матч, забивши 6 голів.

## Титули і досягнення
- Чемпіон Нідерландів (2):

«Аякс»: 2010-11, 2011-12
- Володар Кубка Нідерландів (1):

«Аякс»:  2009-10
- Чемпіон Туреччини (1):

«Бешікташ»: 2016-17
- Чемпіон Вірменії (2):

«Пюнік»: 2021-22
«Урарту»: 2022-23
- Володар Кубка Вірменії (1):

«Урарту»: 2022-23